# Elizjum

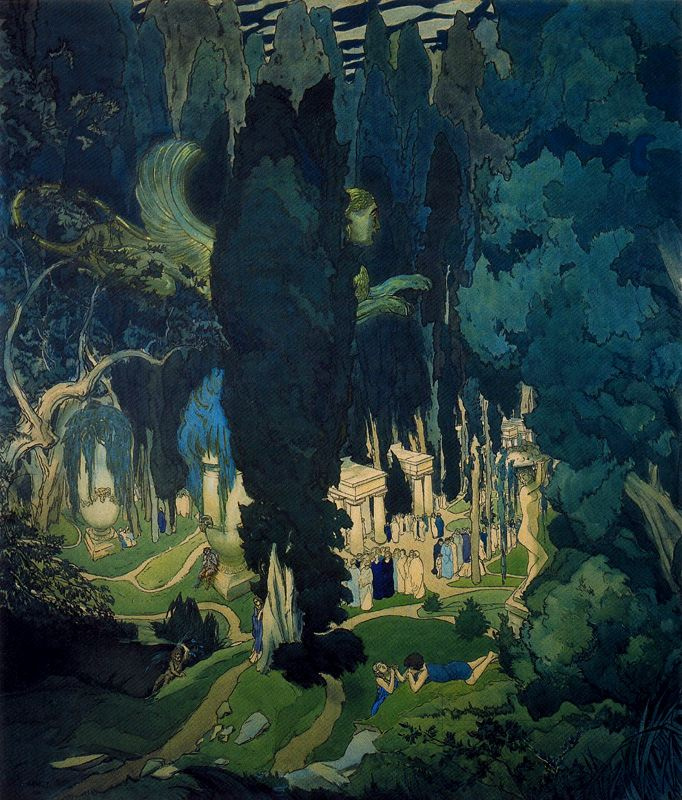
Wizja Elizjum (mal. Léon Bakst, 1906)

Elizjum, Pola Elizejskie – w mitologii greckiej część Hadesu przeznaczona dla dusz ludzi dobrych. 
Częściej jednak przedstawiana jako kraina nad Oceanem, na zachodnich krańcach świata – miejsce wiecznej szczęśliwości i wiecznej wiosny. Panował tam Kronos, syn Gai (Matki Ziemi) i Uranosa (Pana Niebios), a jednocześnie ojciec Demeter, Hestii, Hery, Hadesa, Posejdona i Zeusa.
Starożytni Grecy wyobrażali sobie życie po śmierci jako mniej ciekawe niż na Ziemi. Dusza zmarłego po przepłynięciu rzeki Styks w łodzi starca Charona, stawała przed trzema sędziami. Tam była sądzona, następnie przechodziła w jedno z trzech miejsc spoczynku wiecznego. Sprawiedliwi kierowali się na prawo do rzeki zapomnienia – Lete. Napiwszy się z niej wody, zapominali o ziemskim życiu. Dalej czekały już na nich Pola Elizejskie – kraj wiecznego spokoju i pośmiertnej szczęśliwości, gdzie dusze wyzbyte od wszelkich cierpień i pragnień przechadzają się po bladych łąkach, wypełnione muzyką z niewidzialnych lir. Na polach tych rosnąć miały topole i asfodele.
W chrześcijaństwie czasem uważano Elizjum za odpowiednik Rajskiego ogrodu lub nieba.

## Powiązania
Sugestie indoeuropeistów wskazują na możliwy związek etymologiczny pomiędzy greckimi (W)ēlýsion pedíon, staronordyckiego val-höll (Walhalla), ze słowiańskim Welesem, z tocharskim(A) walu – „śmierć” czy hetyckim wēllu-  oznaczającym łąki w zaświatach.